# Hernâni Donato
Hernâni Donato (Botucatu, 12 de outubro de 1922 — São Paulo, 22 de novembro de 2012) foi um escritor, historiador, jornalista, professor, tradutor e roteirista brasileiro. Ocupou a cadeira n°1 da Academia Sul-Mato-Grossense de Letras e, desde 1972, a cadeira 20 da Academia Paulista de Letras.

## Biografia
Aos 11 anos, escreveu (a quatro mãos com Francisco Marins) o romance infantil O Tesouro, publicada em capítulos no suplemento literário de um jornal dos Diários Associados.
Em São Paulo, estudou dramaturgia (na Escola de Arte Dramática) e sociologia, curso que abandonou para se aventurar em uma expedição que desbravaria uma antiga trilha indígena até o Paraguai (chamada Peabiru). 
Foi presidente, em duas gestões sucessivas, do Instituto Histórico e Geográfico de São Paulo. Foi membro da Academia Paulista de História, sócio-correspondente do Instituto Histórico, Geográfico e Genealógico de Sorocaba e do Instituto Histórico e Geográfico de Minas Gerais.
Colaborou com várias revistas — entre elas, a Veja — e jornais, e atuou na TV Tupi, TV Record, Nacional (antecessora da TV Globo). Foi funcionário público municipal e federal. Participou da comissão organizadora dos festejos do IV Centenário da cidade de São Paulo (1954) e de outros programas culturais.
Trabalhou por muitos anos na Editora Melhoramentos, na capital paulista, até quase sua morte.

## Obras principais
Infantis
- Histórias da Floresta
- Apuros do Macaco Pium
- Façanha do João Sabido
- Novas Travessuras de Pedro Malasartes
- Histórias dos Meninos Índios

Juvenis
- O Tesouro, em folhetim
- A Maravilhosa História dos Presentes de Natal
- A Maravilhosa História do Presépio de Natal
- A Palavra Escrita e Sua História
- História do Calendário
- A Longa História dos Transportes

Biografias
- Raposo Tavares, o Vencedor dos Andes
- Vital Brasil, o Domador de Serpentes
- José de Alencar
- Plácido de Castro
- Casimiro de Abreu
- Vicente de Carvalho
- "Schliemann, Desenterrador de Cidades" (para o livro Os descobridores)
- Manzoni
- Cervantes, para o livro Os Escritores
- Galileu Galilei

Contos
- Contos Muito Humanos
- Grandes Amores da História e da Lenda
- Babel
- Conto dos Meninos Índios

Romances
- Filhos do Destino
- Chão Bruto (adaptado para o cinema em 1958 e 1976, ambas dirigidas por Dionísio Azevedo)
- Selva Trágica (adaptado para o cinema)
- O Rio do Tempo – romance do Aleijadinho
- Núpcias com a Morte (publicado no jornal Última Hora)

Ensaios
- "Darwin e seu 'A Origem das Espécies'" e "Einstein e sua Teoria da Relatividade", ambos na obra Os Livros que Abalaram o Mundo

Roteiros cinematográficos
- O Caçador de Esmeraldas (1979), de Oswaldo de Oliveira (cineasta)
- Chão Bruto (1958), de Dionísio Azevedo
- Os Irmãos Leme
- José do Patrocínio

História
- Achegas para a História de Botucatu
- Peabiru
- Paulistas nas Guerras do Sul
- Provérbios Rurais Paulistas
- Dicionário das Batalhas Brasileiras
- A Revolução de 1932

Traduções principais
- A Divina Comédia, de Dante Alighieri (integralmente, anotada, em prosa moderna);
- Delito no Campo de Tênis, de Alberto Moravia

## Prêmios principais
Prêmio Afonso Arinos da ABL
- 1977 - Babel

Prêmio Joaquim Nabuco da ABL
- 1988 - Dicionário das Batalhas Brasileiras

Prêmio Saci do jornal O Estado de S. Paulo
- Roteiro para o filme “Chão Bruto” (co-autoria)

Prêmio Governador do Estado de São Paulo
- Chão Bruto - roteiro (co-autoria)

Prêmio Câmara Municipal de São Paulo
- 1955 - pelos diálogos do filme Se a Cidade Contasse

Prêmio Prefeitura Municipal de São Paulo
- A Batalha do Alumínio - roteiro (co-autoria)

Prêmio Clio da Academia Paulistana de História
- 1983 - Dicionário das Batalhas Brasileiras
- 1983 - A Revolução de 1932

Prêmio Fernando Chinaglia da União Brasileira de Escritores
- 1979

Prêmio Especial da Associação Paulista de Críticos de Arte
- 1987 - Dicionário das Batalhas Brasileiras